# Campo Quijano

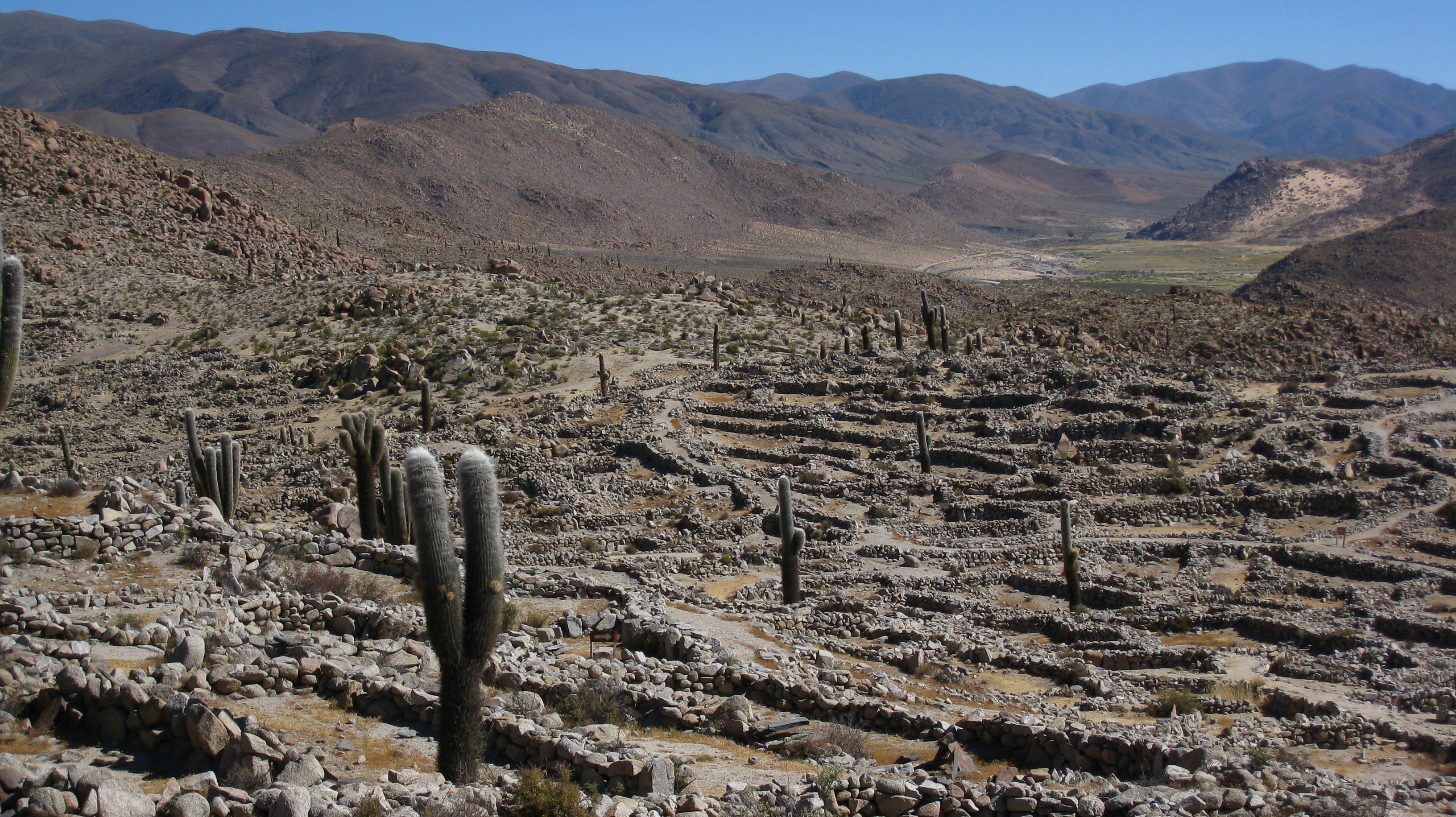
Gli scavi archeologici di Tastil

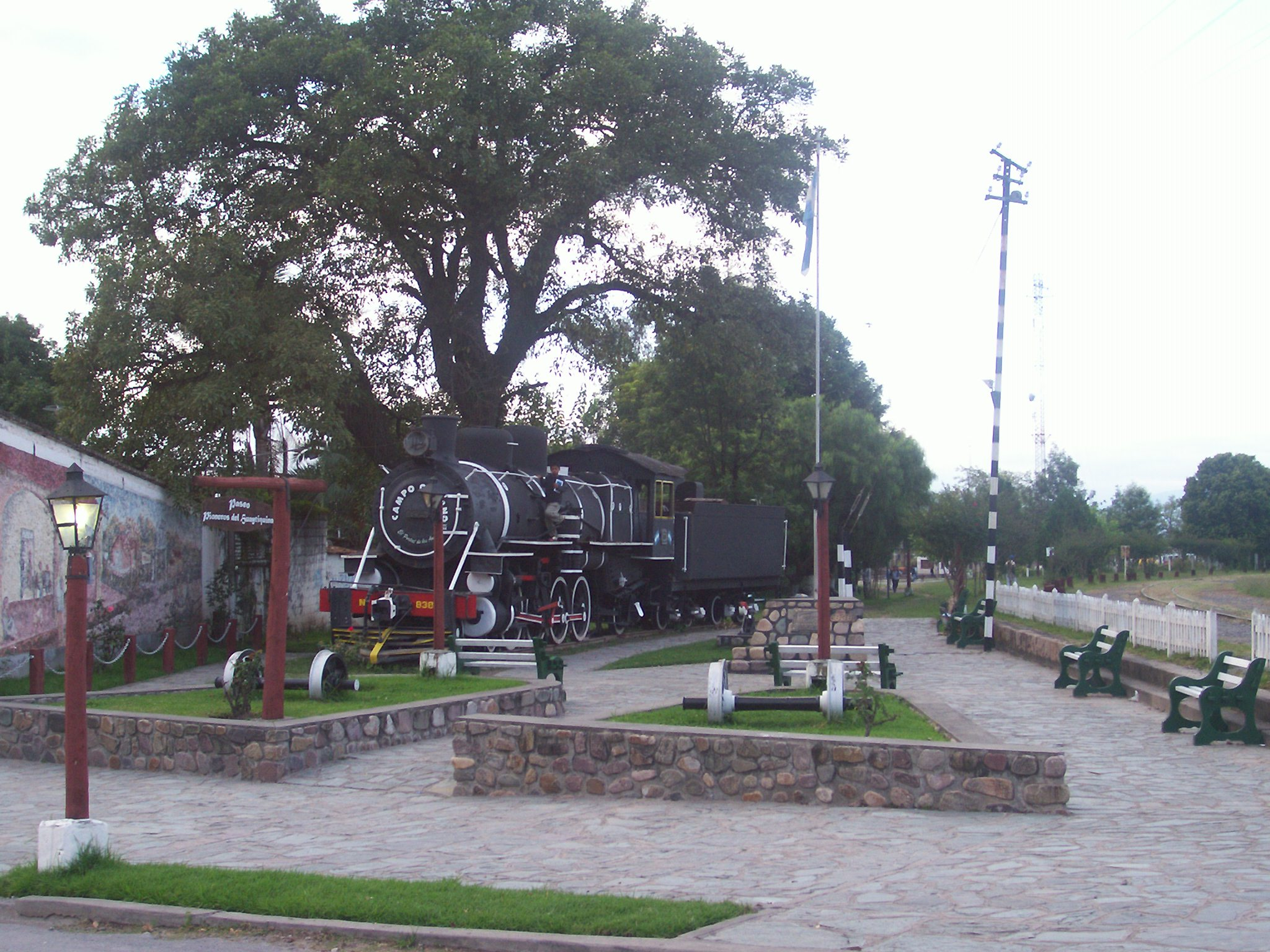
Antica locomotiva a lato della stazione

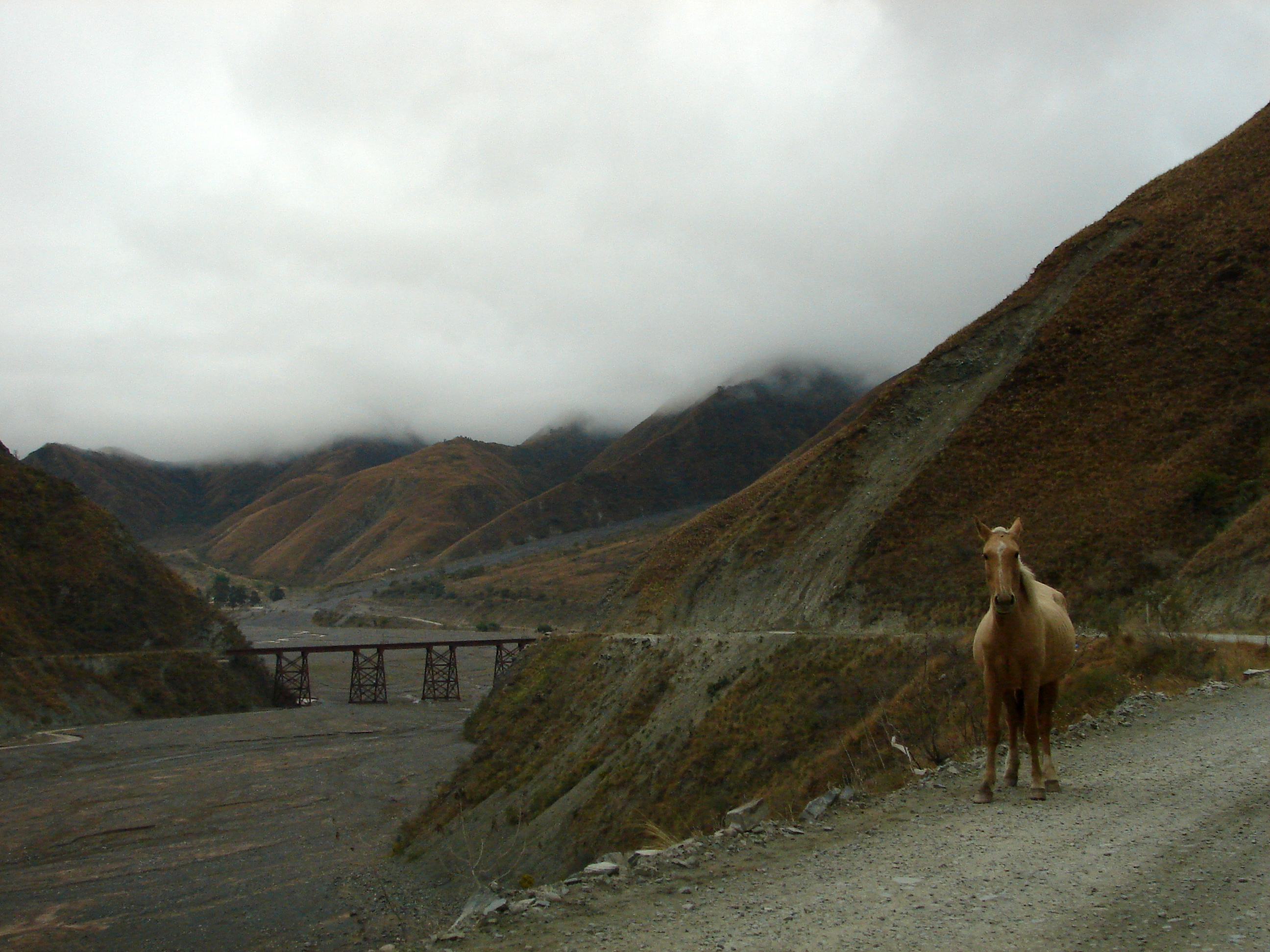
La Quebrada del Toro col fiume Rosario in secca ed il ponte ferroviario

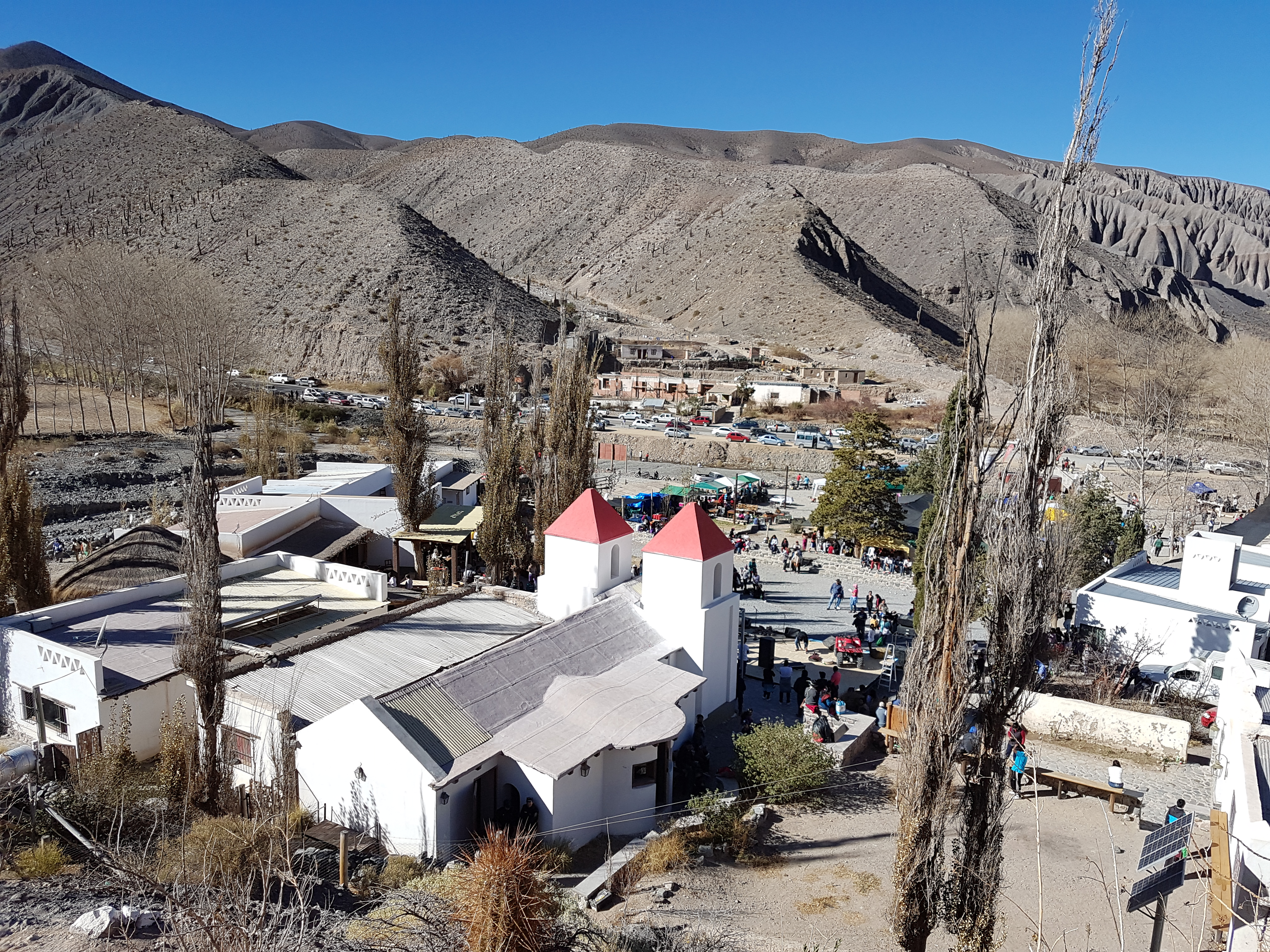
Panorama di El Alfarcito

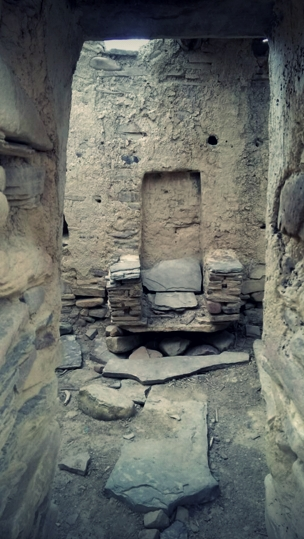
Gli scavi di Incahuasi

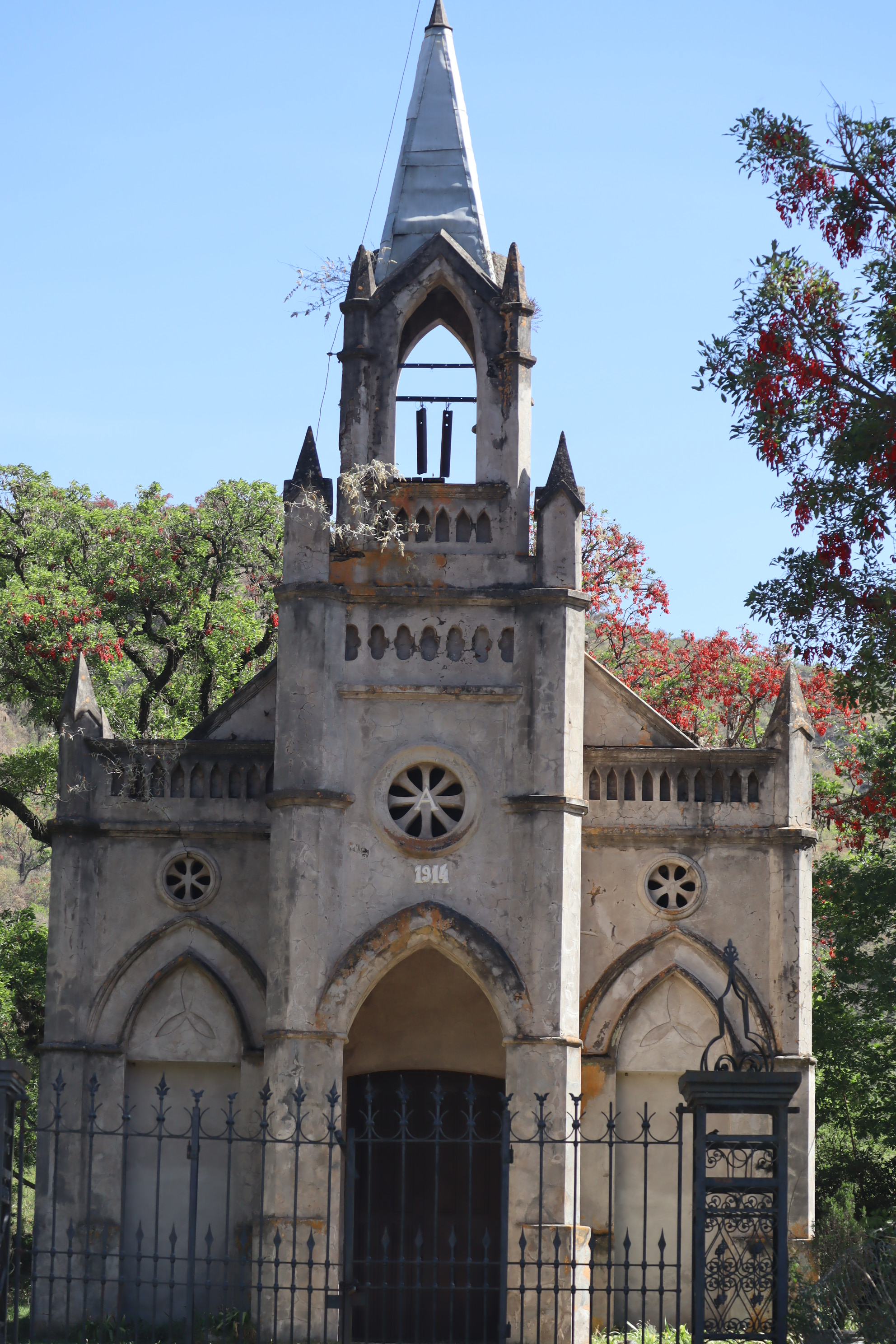
Cappella di Río Blanco

Campo Quijano è un comune dell'Argentina, appartenente al dipartimento di Rosario de Lerma, nella provincia di Salta. Al 2010 la popolazione era di 13.780 abitanti.

## Storia
Le origini della cittadina risalgono al 1694, allorquando i signori Pedro e Lucas Arias Rengel vendettero le terre ove sorge l'attuale centro abitato al signor Pedro Quijano Velazco, dando così origine al primigenio toponimo "Campi di Quijano" o "Pascoli di Quijano".
Alla fine del XVIII secolo, Campo Quijano divenne una tappa di passaggio obbligata per la transumanza del bestiame verso il Cile, attraversando le Ande. Nel 1899, il signor Felix Usandivaras acquistò dei terreni nella vicina valle Quebrada del Toro e, nel 1921, iniziò la costruzione della linea ferroviaria transandina Salta-Antofagasta.

## Geografia

### Generalità
Campo Quijano sorge al margine sudoccidentale dell'area metropolitana di Salta, dal cui centro dista circa 37 km. Altri centri vicini sono Rosario de Lerma (11 km, capoluogo dipartimentale), Cerrillos (16 km) e La Merced (25 km). Per via della sua posizione geografica, all'ingresso della zona andina verso il confine cileno, la cittadina è soprannominata Portal de los Andes (la porta delle Ande).
I comuni confinanti sono, partendo da sud e procedendo in senso antiorario: Rosario de Lerma, Salta e Villa San Lorenzo (Dipartimento Capital), Vaqueros (Dpt. La Caldera), San Antonio (Dpt. San Antonio, Provincia di Jujuy), Jujuy (Dpt. Doctor Manuel Belgrano, Prov. Jujuy), Yala (Dpt. Doctor Manuel Belgrano, Prov. Jujuy), El Moreno (Dpt. Tumbaya, Prov. Jujuy), La Poma (Dpt. La Poma), e Payogasta (Dpt. Cachi). A nord del lungo confine municipale con La Poma, che corre lungo il lato occidentale e si estende per oltre 1/3 dei bordi territoriali di Campo Quijano, vi è una strettoia territoriale di circa 6 km che la separa dal confine con San Antonio de los Cobres, capoluogo del dipartimento di Los Andes.

### Territorio
Con una superficie di 4.708 km², il comune di Campo Quijano costituisce la gran parte del territorio dipartimentale di Rosario de Lerma. La parte più popolosa, ove sorge il capoluogo comunale e le maggiori frazioni, è sita nella Valle di Lerma, ad un'altezza media di circa 1.500 metri. La gran maggiornaza del territorio, quasi del tutto spopolata, si trova invece in zona andina, al lato orientale della Puna de Atacama, con un'altezza media che oltrepassa i 3.000 metri. Le massime altezze sono invece raggiunte dai monti quali il Nevado de Chañi (5.896 m), il Nevado de Acay (5.750 m), il Nevado General Güemes (5.585 m), il Cerro Purma (5.517 m), e il Cerro Rosado (5.043 m). Il fiume maggiore che attraversa il comune, e scorre anche ad ovest della cittadina, è il Rosario, che conta diversi affluenti minori e scorre anche al centro della valle Quebrada del Toro.
La Valle di Lerma, oltre ad ospitare il centro capoluogo, conta le frazioni di El Canal, El Encón, La Merced del Encón, La Silleta, Los Retroños, San Antonio, San Luis (condivisa con Salta) e Villa Angélica. Tutti questi centri sono pressoché conurbati e contigui all'area metropolitana di Salta.
La zona andina conta diverse piccole frazioni e località quali: Abra Muñano (o Bomba), Cachiñal, Capillas, Chorrillos, Diego de Almagro, El Alfarcito, El Alisal, El Gólgota, El Mollar, El Palomar, El Rosal, El Toro, El Tunal, Gobernador Solá, Incahuasi, Incahuasi (Apeadero), Ingeniero Maury, Las Cuevas, Meseta, Pascha, Pueblo Viejo, Puerta Tastil, San Bernardo de las Zorras, Santa Rosa de Tastil (con la zona archeologica di Tastil), Tacuara e Virrey Toledo.

## Economia
L'economia comunale è principalmente di tipo agricolo, con la presenza di numerose fattorie a produzione variegata, in particolare piantagioni di tabacco, ma anche cumino, capsicum per la produzione di paprica, choclo capia, papa andina etc. Un'altra attività importante è data dalla produzione pasticciera, con una fabbrica situata poco fuori paese che è uno dei maggiori produttori nazionali del dulce de leche.

## Turismo
Campo Quijano è un centro turisticamente recettivo sotto diversi aspetti, sia paesaggistico/naturalistici che archeologici. L'attivazione del servizio ferroviario turistico Tren a las Nubes, che percorre lungamente il territorio comunale, ha giovato alla recettività della zona in tal senso.
Fra i punti di maggior interesse vi è Tastil, un'area di scavi archeologici precolombiani nei pressi di Santa Rosa de Tastil, che ne ospita anche un museo dedicato. Essa è divenuta monumento nazionale nel 1997 e, dal 2014, è inserita come patrimonio dell'umanità UNESCO come parte del sistema stradale inca.
Altri punti d'interesse sono l'antica villa (e l'antica area residenziale) di Río Blanco, poco a nord della cittadina e nella Quebrada del Toro presso Virrey Toledo, il sito archeologico incaico di Incahuasi (legato a quello di Tastil), l'area paesaggistica del villaggio di El Alfarcito, la diga di Las Lomitas, la valle di Quebrada del Toro, e diverse aree naturalistiche.

## Trasporti
La principale arteria stradale che serve Campo Quijano è la Strada Nazionale 51 (RN51), che collega Salta con il confine cileno, e corre nel territorio comunale per circa 130 km collegando diverse località.
A livello ferroviario, Campo Quijano conta una stazione sulla linea internazionale che collega Salta ad Antofagasta, in Cile, attraverso le Ande. Usata principalmente per il trasporto merci, la linea è famosa per il treno turistico Tren a las Nubes, ma la cittadina è servita principalmente dalla relazione regionale "Servicio Regional Salta" Güemes-Salta-Campo Quijano.
Correndo per oltre 130 km nel territorio comunale quijaneño, la detta linea ferroviaria conta altre stazioni e fermate minori, quali: Virrey Toledo, El Alisal, El Tunal, Chorrillos, Ingeniero Maury, Gobernador Solá, Puerta Tastil, Meseta, Tacuara, Diego de Almagro, Incahuasi, Cachiñal ed Abra Muñano (o Bomba). La stazione di Muñano, nel dipartimento di La Poma, è vicinissima al confine comunale.